# Moculta
Moculta är en ort i Australien. Den ligger i kommunen Barossa och delstaten South Australia, omkring 70 kilometer nordost om delstatshuvudstaden Adelaide. Antalet invånare är 296.
Närmaste större samhälle är Angaston, nära Moculta. 
Trakten runt Moculta består till största delen av jordbruksmark. Trakten runt Moculta är nära nog obefolkad, med mindre än två invånare per kvadratkilometer. Genomsnittlig årsnederbörd är 419 millimeter. Den regnigaste månaden är juli, med i genomsnitt 68 mm nederbörd, och den torraste är december, med 8 mm nederbörd.